# Catherine Scorsese
Catherine Cappa Scorsese (16 de abril de 1912 - 6 de enero de 1997) fue una actriz estadounidense, madre del director Martin Scorsese.

## Biografía
Nacida en Nueva York como Catherine Cappa, de ascendencia italiana, empezó a actuar cuando su hijo, Martin Scorsese, le dio un papel en la película It's Not Just You, Murray!. Frecuentemente interpretaba el papel de una madre italiana, y es conocida por su papel en Goodfellas, dirigida por su hijo. También actuó en películas de otros directores. Se casó con Charles Scorsese. Su padre, Martin Cappa, era coordinador de teatro, y su madre, Domenica, era dueña de una tienda. 
Además publicó un libro de cocina, Italianamerican: The Scorsese Family Cookbook.
Falleció el 6 de enero de 1997 en Nueva York, de Alzheimer.

## Filmografía
- Casino (1995) - Madre de Piscano
- Men Lie (1994) - Desconocida
- La edad de la inocencia (1993) (sin acreditar)
- Cape Fear (1991) - Clienta de la verdulería
- El padrino III (1990) - Mujer en el café
- Goodfellas (1990) - Mrs. DeVito, madre de Tommy
- Hechizo de luna (1987) - Cliente en la panadería
- Easy Money (1983) - Madre de Nicky Cerone
- Wise Guys (1986) - Invitada en el cumpleaños
- El rey de la comedia (1983) - Madre de Rupert
- Italianamerican (1974) - ella misma
- Mean Streets (1973) - Mujer en el prado
- Who's That Knocking at My Door (1967) - Madre
- It's Not Just You, Murray! (1964) - Madre